# HD186568
HD186568 — хімічно пекулярна зоря спектрального класу B9, що має видиму зоряну величину в смузі V приблизно  6,0.
Вона  розташована на відстані близько 901,0 світлових років від Сонця
й наближається до нас зі швидкістю близько 9 км/сек. Ця зоря є компонентою подвійної системи.

## Фізичні характеристики
Зоря HD186568 обертається порівняно повільно навколо своєї осі. Проєкція її екваторіальної швидкості на промінь зору становить  Vsin(i)= 20км/сек.
В той же час інші автори визначили з аналізу спектра цієї зорі Vsin(i)= 15км/сек. 